# Auliscodesmus jacquelinae
Auliscodesmus jacquelinae är en mångfotingart som beskrevs av Hoffman 2005. Auliscodesmus jacquelinae ingår i släktet Auliscodesmus och familjen Gomphodesmidae. Inga underarter finns listade i Catalogue of Life.